# ISO 3166-2:GA
ISO 3166-2:GA is een ISO-standaard met betrekking tot de zogenaamde geocodes. Het is een subset van de ISO 3166-2 tabel, die specifiek betrekking heeft op Gabon.
De gegevens werden tot op 27 november 2015 geüpdatet op het ISO Online Browsing Platform (OBP). Hier worden 9 provincies - province (en) / province (fr) - gedefinieerd.
Volgens de eerste set, ISO 3166-1, staat GA voor Gabon, het tweede gedeelte is een eencijferig nummer.

## Codes
| Code | Naam            |
| ---- | --------------- |
| GA-1 | Estuaire        |
| GA-2 | Haut-Ogooué     |
| GA-3 | Moyen-Ogooué    |
| GA-4 | Ngounié         |
| GA-5 | Nyanga          |
| GA-6 | Ogooué-Ivindo   |
| GA-7 | Ogooué-Lolo     |
| GA-8 | Ogooué-Maritime |
| GA-9 | Woleu-Ntem      |